# 코바야시 마루
코바야시 마루는 스타플릿 아카데미 생도들을 승리할 수 없는 시나리오에 배치하여 그들의 성격을 테스트하기 위해 고안된 스타 트렉 프랜차이즈의 훈련이다. 코바야시 마루 테스트는 1982년 영화 스타 트렉 2: 칸의 분노에서 처음 묘사되었으며 이후 수많은 다른 스타 트렉 매체에서 언급되고 묘사되었다.
이 훈련의 명목적 목표는 연방과 클링온 제국 사이의 분쟁 지역에서 파손되어 좌초된 민간 연료선 코바야시 마루를 구출하는 것이다. 평가를 받는 생도는 배와 승무원을 위험에 빠뜨리는 코바야시 마루를 구출할지, 아니면 코바야시 마루를 완전히 파괴할지 결정해야 한다. 생도가 구조를 시도하기로 결정하면, 극복할 수 없는 적군이 그들의 함선을 공격한다. 테스트 자체를 재프로그래밍함으로써 제임스 T. 커크는 코바야시 마루 시뮬레이션을 극복한 유일한 생도가 되었다.
"코바야시 마루"라는 문구는 승리할 수 없는 시나리오에 대한 언급으로 인기 어휘집에 포함되었다. 이 용어는 때때로 "테스트 조건을 변경"하려는 커크의 결정을 불러일으키기 위해 사용되기도 한다.

## 같이 보기
- 반장 (상징)
- 고르디우스의 매듭
- 광차 문제